# پارک ملی آباکو
پارک ملی آباکو (به لاتین: Abaco National Park) یک پارک ملی در باهاما است که در South Abaco, the Bahamas واقع شده‌است.